# Torneo Clausura 2024 de Primera División (Liga Chacarera)
El Torneo Clausura 2024 «Sergio "Churingo" Flores» de Primera División, organizado por la Liga Chacarera de Fútbol, fue el segundo y último torneo de la temporada 2024 en dicha categoría. Inició el 11 de octubre y finalizó el 14 de diciembre.
Lo disputaron diez de los once equipos pertenecientes a dicha división. El campeón obtuvo la clasificación al Torneo Provincial 2025.
Inicialmente eran 11 los equipos participantes de la competición, pero debido a la baja de La Estación de Miraflores por problemas económicos, el torneo quedó con diez participantes.
El sorteo del fixture se llevó a cabo el lunes 30 de septiembre en la sede de la Liga Chacarera.
Consagró campeón al Club Sportivo Los Sureños de Pozo El Mistol, bajo la dirección técnica de Daniel Iriarte. Clasificó, así, al Torneo Provincial 2025, tras 13 años de ausencia y a su vez ocurrió algo curioso, ya que también perdió la categoría por haber finalizado en el último puesto de la tabla conjunta.

## Formato
Los 10 equipos jugarán 9 partidos cada uno a lo largo de 9 fechas, en una sola rueda, bajo el sistema de todos contra todos. En este torneo se usará el sistema de puntos, de acuerdo a la reglamentación de la Internacional F. A. Board, asignándose tres puntos al equipo que resulte ganador, un punto a cada uno en caso de empate y cero puntos al perdedor.
El equipo que se ubique en el 1.º puesto de la Tabla de Posiciones, se consagrará campeón y obtendrá la plaza al Torneo Provincial de Fútbol 2025, con la excepción que si el campeón es San Martín o el Sportivo Villa Dolores, la plaza la ocupará el siguiente equipo mejor ubicado en la tabla de posiciones, esto se debe a que ambos están participando en el Torneo Regional Federal Amateur.
Criterio de desempate en igualdad de puntos
- En el caso de igualdad de puntos entre tres equipos en la primera posición y de igual manera entre dos o más equipos para determinar cualquier ubicación en la tabla de posiciones, se aplicará el siguiente sistema:

En favor del equipo que, considerando exclusivamente los partidos disputados contra aquel o aquellos con los que hubiera empatado la posición, hubiera obtenido mayor cantidad de puntos o, en caso de empate, en el siguiente orden:
1. Mayor diferencia de goles.
2. Mayor cantidad de goles a favor.
3. Mayor cantidad de goles como visitante.
4. Sorteo a realizarse en sede del consejo ejecutivo, dentro de las 48 horas.

En caso de igualdad de puntos para cualquier puesto en la tabla conjunta entre dos o más equipos, se utilizarán los criterios de desempate mencionados anteriormente, con la salvedad que se tendrán en cuenta todos los partidos de la temporada 2024 (Anual y Clausura).
Descensos
Al inicio de la temporada estaba estipulado que hubieran dos descensos, uno para el equipo ubicado en la última posición de la tabla conjunta (sumatoria de los torneos 2024) y otro para el equipo ubicado en la última posición de la tabla de promedios.
En la reunión del 14 de octubre, se determinó quitar un descenso debido a que El Auténtico dejará de ser parte de la Liga a partir del próximo año y que de esta manera la Primera División A tenga 10 equipos participantes. Finalmente descenderá el equipo que se ubique en la última posición de la tabla conjunta.

## Ascensos y descensos
| Pos.       | Descendidos de la Primera División 2023 |
| ---------- | --------------------------------------- |
| 10.º Prom. | Ateneo Mariano Moreno                   |
| 11.º Pos.  | Las Pirquitas                           |

| Pos.          | Ascendido de la Primera B 2023 |
| ------------- | ------------------------------ |
| Campeón Anual | Independiente (San Antonio)    |
| Ganador Petit | La Estación (Miraflores)       |

## Equipos participantes
| Nombre del club                                | Ciudad                              | Departamento        | Fundación                |
| ---------------------------------------------- | ----------------------------------- | ------------------- | ------------------------ |
| Club Deportivo Coronel Daza                    | Banda de Varela                     | Capital             | 12 de octubre de 1930    |
| Club Defensores de Esquiú                      | San José de Piedra Blanca           | Fray Mamerto Esquiú | 27 de noviembre de 1943  |
| Club Social y Deportivo La Merced              | La Merced                           | Paclín              | 25 de mayo de 1936       |
| Club Social, Cultural y Deportivo El Auténtico | San Fernando del Valle de Catamarca | Capital             | 29 de septiembre de 1993 |
| Club Atlético Independiente                    | San Antonio                         | Fray Mamerto Esquiú | 27 de enero de 1950      |
| Club Sportivo Los Sureños                      | Pozo El Mistol                      | Valle Viejo         | 5 de junio de 1959       |
| Club Obreros de San Isidro                     | San Isidro                          | Valle Viejo         | 6 de octubre de 1932     |
| Club Atlético San Martín                       | El Bañado                           | Valle Viejo         | 3 de abril de 1942       |
| Club Sportivo Social Rojas                     | Santa Rosa                          | Valle Viejo         | 25 de junio de 1933      |
| Club Sportivo Villa Dolores                    | Villa Dolores                       | Valle Viejo         | 18 de junio de 1933      |

### Distribución geográfica de los equipos
| Departamento        | Cant. | Equipos                                                                                      |
| ------------------- | ----- | -------------------------------------------------------------------------------------------- |
| Valle Viejo         | 5     | Los Sureños, Obreros de San Isidro, San Martín (El Bañado), Social Rojas y Sp. Villa Dolores |
| Fray Mamerto Esquiú | 2     | Defensores de Esquiú e Independiente (San Antonio)                                           |
| Capital             | 2     | Coronel Daza y El Auténtico                                                                  |
| Paclín              | 1     | Deportivo La Merced                                                                          |

## Estadios
| | | | |
| | | | |
| Estadio Primo Antonio Prevedello Ciudad: San Isidro Capacidad: 6 000 espectadores Propietario: Liga Chacarera de Fútbol | Estadio Jorge César Vargas Ciudad: Banda de Varela Capacidad: 1 500 espectadores Propietario: Club Deportivo Coronel Daza | Estadio Diego Armando Maradona Ciudad: La Merced Capacidad: 1 000 espectadores Propietario: Club Social y Deportivo La Merced | Estadio Defensores de Esquiú Ciudad: San José de Piedra Blanca Capacidad: 800 espectadores Propietario: Club Defensores de Esquiú |

## Competición

### Tabla de posiciones
| Pos. | Equipo                      | Pts. | PJ | PG | PE | PP | GF | GC | Dif. |
| ---- | --------------------------- | ---- | -- | -- | -- | -- | -- | -- | ---- |
| 1.º  | Los Sureños                 | 19   | 9  | 6  | 1  | 2  | 11 | 6  | 5    |
| 2.º  | Social Rojas                | 15   | 9  | 4  | 3  | 2  | 11 | 10 | 1    |
| 3.º  | Coronel Daza                | 15   | 9  | 4  | 3  | 2  | 13 | 6  | 7    |
| 4.º  | Sportivo Villa Dolores      | 15   | 9  | 5  | 0  | 4  | 12 | 13 | −1   |
| 5.º  | Independiente (San Antonio) | 12   | 9  | 4  | 0  | 5  | 14 | 18 | −4   |
| 6.º  | Defensores de Esquiú        | 11   | 9  | 5  | 2  | 2  | 16 | 8  | 8    |
| 7.º  | Obreros de San Isidro       | 11   | 9  | 3  | 2  | 4  | 10 | 11 | −1   |
| 8.º  | San Martín (El Bañado)      | 10   | 9  | 3  | 1  | 5  | 12 | 13 | −1   |
| 9.º  | Deportivo La Merced         | 8    | 9  | 2  | 2  | 5  | 11 | 16 | −5   |
| 10.º | El Auténtico                | 5    | 9  | 1  | 2  | 6  | 12 | 21 | −9   |

|  | Campeón. Clasificó al Torneo Provincial de Fútbol 2025. |

| 1. |

#### Evolución de las posiciones
| Equipo / Fecha         | 1 | 2  | 3  | 4  | 5  | 6  | 7  | 8  | 9  |
| ---------------------- | - | -- | -- | -- | -- | -- | -- | -- | -- |
| Coronel Daza           | 2 | 7  | 7  | 7  | 8  | 6  | 5  | 3  | 3  |
| Defensores de Esquiú   | 5 | 2  | 1  | 3  | 2  | 2  | 2  | 2  | 6  |
| Deportivo La Merced    | 9 | 9  | 9  | 9  | 6  | 9  | 9  | 9  | 9  |
| El Auténtico           | 3 | 4  | 6  | 8  | 9  | 10 | 10 | 10 | 10 |
| Independiente (SA)     | 5 | 8  | 5  | 6  | 7  | 4  | 6  | 6  | 5  |
| Los Sureños            | 1 | 6  | 4  | 2  | 1  | 1  | 1  | 1  | 1  |
| Obreros de San Isidro  | 7 | 10 | 10 | 10 | 10 | 8  | 8  | 8  | 7  |
| San Martín (EB)        | 8 | 5  | 8  | 5  | 5  | 7  | 7  | 7  | 8  |
| Social Rojas           | 5 | 3  | 2  | 4  | 4  | 3  | 4  | 5  | 2  |
| Sportivo Villa Dolores | 4 | 1  | 3  | 1  | 3  | 5  | 3  | 4  | 4  |

| 1. |

#### Tabla de resultados cruzados
| Local \ Visitante           | CDA | DEF | DLM | EAU | IND | LSU | OSI | SMA | SRO | SVD |
| --------------------------- | --- | --- | --- | --- | --- | --- | --- | --- | --- | --- |
| Coronel Daza                | —   | 1–1 |     |     |     | 0–0 | 1–2 |     | 0–1 | 3–0 |
| Defensores de Esquiú        |     | —   | 3–0 | 3–2 | 5–1 |     | 2–1 | 2–1 |     |     |
| Deportivo La Merced         | 1–2 |     | —   | 1–1 |     | 0–1 |     |     |     | 2–1 |
| El Auténtico                | 0–0 |     |     | —   |     | 1–3 | 2–1 |     | 1–2 | 2–3 |
| Independiente (San Antonio) | 0–2 |     | 2–3 | 4–3 | —   | 0–2 |     |     |     |     |
| Los Sureños                 |     | 1–0 |     |     |     | —   |     | 1–0 | 2–1 | 1–3 |
| Obreros de San Isidro       |     |     | 2–1 |     | 1–2 | 1–0 | —   |     |     | 0–1 |
| San Martín (El Bañado)      | 1–4 |     | 3–2 | 4–0 | 1–0 |     | 0–0 | —   |     |     |
| Social Rojas                |     | 0–0 | 1–1 |     | 0–3 |     | 2–2 | 2–1 | —   |     |
| Sportivo Villa Dolores      |     | 1–0 |     |     | 1–2 |     |     | 2–1 | 0–2 | —   |

### Resultados
| Fecha 1                     | Fecha 1   | Fecha 1                | Fecha 1                  | Fecha 1       | Fecha 1 |
| Local                       | Resultado | Visita                 | Estadio                  | Fecha         | Hora    |
| --------------------------- | --------- | ---------------------- | ------------------------ | ------------- | ------- |
| El Auténtico                | 2 - 1     | Obreros de San Isidro  | Primo Antonio Prevedello | 11 de octubre | 17:00   |
| Deportivo La Merced         | 1 - 2     | Coronel Daza           | Diego Armando Maradona   | 12 de octubre | 16:30   |
| Independiente (San Antonio) | 0 - 2     | Los Sureños            | Primo Antonio Prevedello | 12 de octubre | 17:00   |
| Social Rojas                | 0 - 0     | Defensores de Esquiú   | Primo Antonio Prevedello | 13 de octubre | 17:00   |
| Sportivo Villa Dolores      | 2 - 1     | San Martín (El Bañado) | Primo Antonio Prevedello | 16 de octubre | 17:00   |

| Fecha 2                | Fecha 2   | Fecha 2                     | Fecha 2                  | Fecha 2       | Fecha 2 |
| Local                  | Resultado | Visita                      | Estadio                  | Fecha         | Hora    |
| ---------------------- | --------- | --------------------------- | ------------------------ | ------------- | ------- |
| Obreros de San Isidro  | 1 - 2     | Independiente (San Antonio) | Primo Antonio Prevedello | 18 de octubre | 17:00   |
| Defensores de Esquiú   | 3 - 2     | El Auténtico                | Primo Antonio Prevedello | 19 de octubre | 17:00   |
| Coronel Daza           | 0 - 1     | Social Rojas                | Jorge César Vargas       | 19 de octubre | 17:00   |
| San Martín (El Bañado) | 3 - 2     | Deportivo La Merced         | Primo Antonio Prevedello | 22 de octubre | 17:00   |
| Los Sureños            | 1 - 3     | Sportivo Villa Dolores      | Primo Antonio Prevedello | 23 de octubre | 17:00   |

| Fecha 3                | Fecha 3   | Fecha 3                     | Fecha 3                  | Fecha 3       | Fecha 3 |
| Local                  | Resultado | Visita                      | Estadio                  | Fecha         | Hora    |
| ---------------------- | --------- | --------------------------- | ------------------------ | ------------- | ------- |
| Deportivo La Merced    | 0 - 1     | Los Sureños                 | Diego Armando Maradona   | 26 de octubre | 16:30   |
| Defensores de Esquiú   | 2 - 1     | Obreros de San Isidro       | Defensores de Esquiú     | 26 de octubre | 17:00   |
| El Auténtico           | 0 - 0     | Coronel Daza                | Primo Antonio Prevedello | 26 de octubre | 17:30   |
| Sportivo Villa Dolores | 1 - 2     | Independiente (San Antonio) | Primo Antonio Prevedello | 30 de octubre | 17:00   |
| Social Rojas           | 2 - 1     | San Martín (El Bañado)      | Primo Antonio Prevedello | 31 de octubre | 17:00   |

| Fecha 4                     | Fecha 4   | Fecha 4                | Fecha 4                  | Fecha 4        | Fecha 4 |
| Local                       | Resultado | Visita                 | Estadio                  | Fecha          | Hora    |
| --------------------------- | --------- | ---------------------- | ------------------------ | -------------- | ------- |
| Coronel Daza                | 1 - 1     | Defensores de Esquiú   | Jorge César Vargas       | 2 de noviembre | 17:00   |
| Independiente (San Antonio) | 2 - 3     | Deportivo La Merced    | Primo Antonio Prevedello | 2 de noviembre | 17:30   |
| Los Sureños                 | 2 - 1     | Social Rojas           | Primo Antonio Prevedello | 4 de noviembre | 17:00   |
| Obreros de San Isidro       | 0 - 1     | Sportivo Villa Dolores | Primo Antonio Prevedello | 6 de noviembre | 15:30   |
| San Martín (El Bañado)      | 4 - 0     | El Auténtico           | Primo Antonio Prevedello | 6 de noviembre | 17:30   |

| Fecha 5              | Fecha 5   | Fecha 5                     | Fecha 5                  | Fecha 5         | Fecha 5 |
| Local                | Resultado | Visita                      | Estadio                  | Fecha           | Hora    |
| -------------------- | --------- | --------------------------- | ------------------------ | --------------- | ------- |
| Coronel Daza         | 1 - 2     | Obreros de San Isidro       | Jorge César Vargas       | 9 de noviembre  | 17:00   |
| Social Rojas         | 0 - 3     | Independiente (San Antonio) | Primo Antonio Prevedello | 9 de noviembre  | 19:00   |
| El Auténtico         | 1 - 3     | Los Sureños                 | Primo Antonio Prevedello | 10 de noviembre | 17:30   |
| Deportivo La Merced  | 2 - 1     | Sportivo Villa Dolores      | Diego Armando Maradona   | 13 de noviembre | 16:00   |
| Defensores de Esquiú | 2 - 1     | San Martín (El Bañado)      | Defensores de Esquiú     | 13 de noviembre | 17:00   |

| Fecha 6                     | Fecha 6   | Fecha 6              | Fecha 6                  | Fecha 6         | Fecha 6 |
| Local                       | Resultado | Visita               | Estadio                  | Fecha           | Hora    |
| --------------------------- | --------- | -------------------- | ------------------------ | --------------- | ------- |
| Los Sureños                 | 1 - 0     | Defensores de Esquiú | Primo Antonio Prevedello | 17 de noviembre | 18:30   |
| Obreros de San Isidro       | 2 - 1     | Deportivo La Merced  | Primo Antonio Prevedello | 18 de noviembre | 16:30   |
| Independiente (San Antonio) | 4 - 3     | El Auténtico         | Primo Antonio Prevedello | 18 de noviembre | 18:30   |
| San Martín (El Bañado)      | 1 - 4     | Coronel Daza         | Primo Antonio Prevedello | 20 de noviembre | 16:30   |
| Sportivo Villa Dolores      | 0 - 2     | Social Rojas         | Primo Antonio Prevedello | 20 de noviembre | 18:30   |

| Fecha 7                | Fecha 7   | Fecha 7                     | Fecha 7                  | Fecha 7         | Fecha 7 |
| Local                  | Resultado | Visita                      | Estadio                  | Fecha           | Hora    |
| ---------------------- | --------- | --------------------------- | ------------------------ | --------------- | ------- |
| Coronel Daza           | 0 - 0     | Los Sureños                 | Jorge César Vargas       | 23 de noviembre | 17:00   |
| Defensores de Esquiú   | 5 - 1     | Independiente (San Antonio) | Defensores de Esquiú     | 23 de noviembre | 17:30   |
| Social Rojas           | 1 - 1     | Deportivo La Merced         | Primo Antonio Prevedello | 23 de noviembre | 19:00   |
| San Martín (El Bañado) | 0 - 0     | Obreros de San Isidro       | Primo Antonio Prevedello | 27 de noviembre | 17:30   |
| El Auténtico           | 2 - 3     | Sportivo Villa Dolores      | Primo Antonio Prevedello | 27 de noviembre | 19:30   |

| Fecha 8                     | Fecha 8   | Fecha 8                | Fecha 8                  | Fecha 8         | Fecha 8 |
| Local                       | Resultado | Visita                 | Estadio                  | Fecha           | Hora    |
| --------------------------- | --------- | ---------------------- | ------------------------ | --------------- | ------- |
| Independiente (San Antonio) | 0 - 2     | Coronel Daza           | Primo Antonio Prevedello | 29 de noviembre | 18:30   |
| Deportivo La Merced         | 1 - 1     | El Auténtico           | Diego Armando Maradona   | 30 de noviembre | 17:00   |
| Social Rojas                | 2 - 2     | Obreros de San Isidro  | Primo Antonio Prevedello | 30 de noviembre | 18:30   |
| Los Sureños                 | 1 - 0     | San Martín (El Bañado) | Primo Antonio Prevedello | 4 de diciembre  | 17:00   |
| Sportivo Villa Dolores      | 1 - 0     | Defensores de Esquiú   | Primo Antonio Prevedello | 5 de diciembre  | 18:00   |

| Fecha 9                | Fecha 9   | Fecha 9                     | Fecha 9                  | Fecha 9         | Fecha 9 |
| Local                  | Resultado | Visita                      | Estadio                  | Fecha           | Hora    |
| ---------------------- | --------- | --------------------------- | ------------------------ | --------------- | ------- |
| Coronel Daza           | 3 - 0     | Sportivo Villa Dolores      | Jorge César Vargas       | 12 de diciembre | 17:30   |
| El Auténtico           | 1 - 2     | Social Rojas                | Primo Antonio Prevedello | 13 de diciembre | 17:00   |
| San Martín (El Bañado) | 1 - 0     | Independiente (San Antonio) | Primo Antonio Prevedello | 13 de diciembre | 19:00   |
| Obreros de San Isidro  | 1 - 0     | Los Sureños                 | Primo Antonio Prevedello | 14 de diciembre | 17:30   |
| Defensores de Esquiú   | 3 - 0     | Deportivo La Merced         | Defensores de Esquiú     | 14 de diciembre | 17:30   |

| 1. 2. 3. |

|                              |
| Club Sportivo Los Sureños    |
| Campeón Torneo Clausura 2024 |

## Tabla conjunta
Se confecciona con la sumatoria de los dos torneos de la temporada 2024; el Torneo Anual y el Torneo Clausura. Se utilizará para determinar el equipo que perderá la categoría.
| Pos. | Equipos                     | Anual | Claus. | PTS | PJ | PG | PE | PP | GF | GC | DG  |
| ---- | --------------------------- | ----- | ------ | --- | -- | -- | -- | -- | -- | -- | --- |
| 1.   | Sportivo Villa Dolores      | 41    | 15     | 56  | 28 | 18 | 2  | 8  | 51 | 30 | 21  |
| 2.   | San Martín (El Bañado)      | 41    | 10     | 51  | 28 | 15 | 6  | 7  | 42 | 26 | 16  |
| 3.   | Social Rojas                | 28    | 15     | 43  | 28 | 11 | 10 | 7  | 36 | 29 | 7   |
| 4.   | Coronel Daza                | 27    | 15     | 42  | 28 | 11 | 9  | 8  | 38 | 28 | 10  |
| 5.   | Defensores de Esquiú        | 31    | 11     | 42  | 28 | 14 | 6  | 8  | 38 | 27 | 11  |
| 6.   | Deportivo La Merced         | 29    | 8      | 37  | 28 | 10 | 7  | 11 | 47 | 44 | 3   |
| 7.   | Independiente (San Antonio) | 24    | 12     | 36  | 28 | 11 | 3  | 14 | 37 | 51 | -14 |
| 8.   | El Auténtico                | 28    | 5      | 33  | 28 | 8  | 9  | 11 | 33 | 43 | -10 |
| 9.   | Obreros de San Isidro       | 18    | 11     | 29  | 28 | 6  | 11 | 11 | 30 | 34 | -4  |
| 10.  | Los Sureños                 | 8     | 19     | 27  | 28 | 8  | 3  | 17 | 22 | 48 | -26 |
| 11.  | La Estación (Miraflores)    | 0     | -      | 0   | 10 | 0  | 0  | 10 | 2  | 16 | -14 |

|  | El equipo que ocupe esta posición al finalizar la disputa, descenderá a la Primera B 2025.     |
|  | Retirado de la competencia por licencia deportiva. Iniciará la temporada 2025 en la Primera B. |

| 1. |

## Estadísticas

### Goleadores
| Jugador                                | Equipo               | Goles |
| -------------------------------------- | -------------------- | ----- |
| Ciro Quiero                            | Coronel Daza         | 5     |
| Gastón Sosa Orellana                   | Defensores de Esquiú | 5     |
| Alexis Vega                            | Defensores de Esquiú | 4     |
| Bruno Bazán                            | El Auténtico         | 4     |
| Fabricio Miranda                       | Los Sureños          | 4     |
| Actualizado al 14 de diciembre de 2024 |                      |       |

| Alan Díaz Coria          | Sportivo Villa Dolores      | 3 |
| Brian Cano               | Obreros de San Isidro       | 3 |
| David Corzo              | Independiente (San Antonio) | 3 |
| José Segura              | Independiente (San Antonio) | 3 |
| Lucas Salcedo            | Social Rojas                | 3 |
| Luciano Ance             | Social Rojas                | 3 |
| Mauro Velázquez          | Independiente (San Antonio) | 3 |
| Sergio Acosta            | San Martín (El Bañado)      | 3 |
| Ángel Bustamante         | Coronel Daza                | 2 |
| Ángel Fiad               | Los Sureños                 | 2 |
| Diego Avellaneda         | Obreros de San Isidro       | 2 |
| Facundo Bazán            | Independiente (San Antonio) | 2 |
| Franco Agüero            | Deportivo La Merced         | 2 |
| Gonzalo Aranda           | Coronel Daza                | 2 |
| Jonathan Fernández       | Social Rojas                | 2 |
| Jorge Soria              | El Auténtico                | 2 |
| Lucas Carrizo            | El Auténtico                | 2 |
| Lucas Sosa               | Sportivo Villa Dolores      | 2 |
| Luis Moya                | Los Sureños                 | 2 |
| Luis Romano              | Defensores de Esquiú        | 2 |
| Matías Uñates            | Defensores de Esquiú        | 2 |
| Miguel Vergara           | San Martín (El Bañado)      | 2 |
| Nazareno Agüero          | Deportivo La Merced         | 2 |
| Nelson Olivera           | El Auténtico                | 2 |
| Sergio Lencina           | Deportivo La Merced         | 2 |
| Tomás Reinoso            | San Martín (El Bañado)      | 2 |
| Airton Martínez          | San Martín (El Bañado)      | 1 |
| Alejandro Nieva          | El Auténtico                | 1 |
| Alexander Pacheco        | Sportivo Villa Dolores      | 1 |
| Ángel Ibáñez             | San Martín (El Bañado)      | 1 |
| Cristian Herrera         | Coronel Daza                | 1 |
| Cristian Luján           | El Auténtico                | 1 |
| Dante Franco             | Coronel Daza                | 1 |
| David Romero             | San Martín (El Bañado)      | 1 |
| Diego Nieva              | Los Sureños                 | 1 |
| Edgar Rivera             | Deportivo La Merced         | 1 |
| Emilio Camargo           | Deportivo La Merced         | 1 |
| Enrique Moreira          | Sportivo Villa Dolores      | 1 |
| Enzo Oses                | Sportivo Villa Dolores      | 1 |
| Erick Martínez Acosta    | Defensores de Esquiú        | 1 |
| Facundo Torres           | Obreros de San Isidro       | 1 |
| Facundo Ybarra           | Independiente (San Antonio) | 1 |
| Fernando Pacheco         | Social Rojas                | 1 |
| Franco Barros            | Deportivo La Merced         | 1 |
| Gonzalo Heredia          | Sportivo Villa Dolores      | 1 |
| Gonzalo Zárate           | Obreros de San Isidro       | 1 |
| Ignacio Gordillo         | Coronel Daza                | 1 |
| Jeremías Bustamante      | San Martín (El Bañado)      | 1 |
| Jonathan Rivera          | Deportivo La Merced         | 1 |
| José Cano                | San Martín (El Bañado)      | 1 |
| José Ríos                | Defensores de Esquiú        | 1 |
| Juan Córdoba Bustos      | Sportivo Villa Dolores      | 1 |
| Juan Galíndez            | Sportivo Villa Dolores      | 1 |
| Laureano Palavecino      | Coronel Daza                | 1 |
| Lautaro Brizuela Silva   | Social Rojas                | 1 |
| Lautaro Vera             | Independiente (San Antonio) | 1 |
| Lucas Avellaneda         | Sportivo Villa Dolores      | 1 |
| Mariano Belmonte         | Obreros de San Isidro       | 1 |
| Maximiliano Bazán        | Independiente (San Antonio) | 1 |
| Maximiliano Seco         | Obreros de San Isidro       | 1 |
| Maximiliano Sosa         | Los Sureños                 | 1 |
| Patricio Silva           | Social Rojas                | 1 |
| Rodrigo Mendoza          | Deportivo La Merced         | 1 |
| Rodrigo Reyes            | Obreros de San Isidro       | 1 |
| Tomás Soria              | Defensores de Esquiú        | 1 |
| Valentín Reinoso Cannata | Los Sureños                 | 1 |